# Konstytucja III Republiki
Konstytucja Francji obowiązująca od 1875 roku, tworzyły ją trzy ustawy:
- "O Organizacji Senatu" – z 24 lutego 1875 roku
- "O Organizacji Władz Publicznych" – z 25 lutego 1875 roku
- "O Stosunkach Między Władzami Publicznymi" – z 16 lipca 1875 roku

## Władza ustawodawcza
Władzę ustawodawczą należała do Parlamentu składającego się z dwóch izb:
- Izby Deputowanych – w jej skład wchodziło 600 posłów wybieranych na 4 lata w wyborach powszechnych. Czynne i bierne prawo wyborcze przysługiwało obywatelom, którzy ukończyli 21 lat (prócz kobiet i wojskowych w służbie czynnej). Izba Deputowanych stawiała w stan oskarżenia prezydenta oraz ministrów.

- Senatu – składał się z 300 senatorów w tym 75 nieusuwalnych i dożywotnich wchodzących w jego skład w drodze kooptacji (do zmian w konstytucji z 1884 roku) oraz 225 wybieranych przez kolegia wyborcze (złożonych z osób pełniących określone funkcje państwowe oraz przedstawicieli rad departamentalnych, okręgowych i gminnych) na okres 9 lat (z tym, że co 3 lata zmieniano skład 1/3 senatorów). Senatorem mogła być osoba, która ukończyła 40 lat. Senat sądził prezydenta i ministrów oskarżonych o przestępstwo przez Izbę Deputowanych i wyrażał zgodę na rozwiązanie przez prezydenta Izby Deputowanych przed końcem kadencji.

Obie izby miały stanowisko równorzędne – każda ustawa musiała być uchwalona zarówno przez Izbę Deputowanych, jak i przez Senat. Łączyły się one także w Zgromadzenie Narodowe, aby wybrać prezydenta albo by dokonać zmian w konstytucji.

## Władza wykonawcza
Należała do prezydenta i ministrów.
- Prezydent
- głowa państwa
- wybierany na 7 lat przez Zgromadzenie Narodowe bezwzględną większością głosów
- kierował polityką wewnętrzną i zagraniczną Republiki
- mianował ministrów
- przewodniczył Radzie Ministrów
- miał prawo do nadzwyczajnego zwoływania izb
- miał inicjatywę ustawodawczą
- przysługiwało mu weto ustawodawcze (zawieszające do czasu ponownego rozpatrzenia ustawy przez izby)
- ogłaszał ustawy
- za zgodą Senatu mógł skrócić kadencję Izby Deputowanych
- przysługiwało mu prawo łaski
- dysponował siłami zbrojnymi
- ponosił odpowiedzialność konstytucyjną za zdradę (w stan oskarżenia stawiała go Izba Deputowanych, a sądził Senat)

- Ministrowie
- ich kontrasygnata była konieczna na aktach podpisywanych przez prezydenta
- ponosili odpowiedzialność konstytucyjną przed Senatem
- odpowiadali solidarnie za politykę rządu i indywidualnie za swe akty osobiste (przed obiema izbami Parlamentu)